# Mange Tout
Mange Tout è un album discografico del gruppo musicale Blancmange pubblicato nel 1984.

## Tracce
Testi di Arthur, Luscombe eccetto dove indicato.
1. Don't Tell Me – 3:31
2. Game Above My Head – 3:59
3. Blind Vision – 3:51
4. Time Became The Tide – 4:49
5. That's Love That It Is – 4:22

1. Murder – 5:58
2. See The Train – 2:25
3. All Things Are Nice – 5:00
4. My Baby – 3:59
5. The Day Before You Came – 5:57 (testo: Anderson, Ulvaeus)